# Wohnsig
Wohnsig ist ein Dorf mit 55 Einwohnern (2018) und gehört zur Stadt Weismain im oberfränkischen Landkreis Lichtenfels im Norden des Freistaates Bayern.

## Geografische Lage
Wohnsig befindet sich auf 455 m ü. NN auf einer Hochebene, etwa 500 Meter westlich des Bärentals. Die Hochebene gehört zu den nördlichen Ausläufern des Frankenjuras, im Naturpark Fränkische Schweiz - Frankenjura. Der Stadtkern von Weismain befindet sich etwa 2,6 Kilometer nördlich davon. Die nächsten Ortschaften sind Krassach, Krassacher Mühle, Neudorf, Wunkendorf, Wallersberg und Schammendorf.

## Geschichte

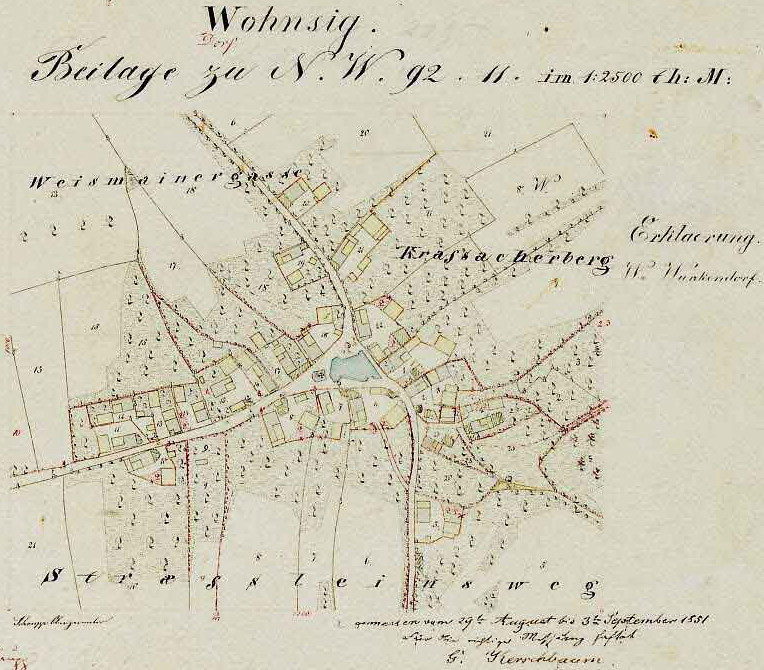
Ortsplan von Wohnsig aus dem Jahr 1851

Die unmittelbare Umgebung von Wohnsig war spätestens ab dem 13. Jahrhundert bewohnt. Darauf weist der Fund eines Münzhortes von 123 Silberpfennigen mit einem Gewicht von je 0,3 bis 0,5 Gramm und vier weiteren Münzen aus dem späten 13. Jahrhundert hin.
Die erste Nennung war 1306 mit „Konrad de Wansaze“, Bürger in Weismain.
Im 19. Jahrhundert errichtete die ausschließlich katholische Dorfbevölkerung eine Kapelle. Sie wurde 1977 wegen Baufälligkeit durch eine neue mit dem Patrozinium Jakobus des Älteren ersetzt. Die Kapelle in der Dorfmitte ist unter anderem mit einer Darstellung der Marienkrönung aus dem 18. Jahrhundert ausgestattet.
Am 1. Januar 1976 wurde Wohnsig als ehemaliger Gemeindeteil von Modschiedel in die Stadt Weismain eingegliedert.

### Einwohnerentwicklung
Die Tabelle gibt die Einwohnerentwicklung von Wohnsig anhand einzelner Daten der jüngeren Zeit wieder.
| Jahr | Einwohner | Quelle |
| ---- | --------- | ------ |
| 1987 | 78        | [ 6 ]  |
| 2012 | 64        | [ 7 ]  |
| 2013 | 62        | [ 8 ]  |
| 2015 | 58        | [ 9 ]  |
| 2018 | 55        | [ 1 ]  |

## Vereine
- Freiwillige Feuerwehr Wohnsig
- Blumenfreunde Wohnsig (Gartenbauverein)